# Чевтакан (озеро)
Чевтакан — озеро на Дальнем Востоке России, на территории Иультинского района Чукотского автономного округа.
Название в переводе с чукот. Чивтыкэн — «нижнее».
Через озеро протекает одноимённая река, также впадает Кымчечгын и безымянный ручей.